# Taça de Macau
Der Taça de Macau ist ein nationaler Fußballwettbewerb in Macau. Der Wettbewerb wird von der Macau Football Association organisiert.

## Sieger nach Jahren
| Jahr          | Sieger                                       | Ergebnis                                     | Finalist                                     |
| ------------- | -------------------------------------------- | -------------------------------------------- | -------------------------------------------- |
| 1951          | Sporting Clube de Macau                      |                                              |                                              |
| 1952 bis 1964 |                                              | unbekannt....                                |                                              |
| 1965          | Macao Post Office                            | 2:1                                          | Marine Club                                  |
| 1966 bis 2006 |                                              | unbekannt....                                |                                              |
| 2007          | GD Polícia de Segurança Pública              | 0:0 1:0 (n. E.)                              | CD Monte Carlo                               |
| 2008          | Clube de Natação Hoi Fan                     | 2:1                                          | CD Monte Carlo                               |
| 2009          | Windsor Arch Ka I                            | 2:0                                          | Clube de Natação Hoi Fan                     |
| 2010          | Windsor Arch Ka I                            | 4:4 ?:? (n. E.)                              | GD Lam Pak                                   |
| 2011          | keine Austragung                             | keine Austragung                             | keine Austragung                             |
| 2012          | GD Lam Pak                                   | 2:1                                          | CD Monte Carlo                               |
| 2013          | SL Benfica de Macau                          | 1:0                                          | Windsor Arch Ka I                            |
| 2014          | SL Benfica de Macau                          | 2:0                                          | CD Monte Carlo                               |
| 2015          | Windsor Arch Ka I                            | 3:2                                          | SL Benfica de Macau                          |
| 2016          | Windsor Arch Ka I                            | 0:0 4:3 (n. E.)                              | Chao Pak Kei                                 |
| 2017          | SL Benfica de Macau                          | 8:1                                          | CD Monte Carlo                               |
| 2018          | Chao Pak Kei                                 | 5:1                                          | Cheng Fung                                   |
| 2019          | Cheng Fung                                   | 1:1 3:1 (n. E.)                              | Chao Pak Kei                                 |
| 2020          | keine Austragung wegen der COVID-19-Pandemie | keine Austragung wegen der COVID-19-Pandemie | keine Austragung wegen der COVID-19-Pandemie |
| 2021          | Chao Pak Kei                                 | 0:0 6:5 (n. E.)                              | Cheng Fung                                   |
| 2022          | Chao Pak Kei                                 | 4:1                                          | CD Monte Carlo                               |
| 2023          | CD Monte Carlo                               | 2:2 4:1 (n. E.)                              | Benfica de Macau                             |
| 2024          | Gala FC                                      | 2:0                                          | Benfica de Macau                             |